# Nadine Chandrawinata
Nadine Chandrawinata (Hannover, 8 maggio 1984) è una modella indonesiana.
È stata incoronata Puteri Indonesia 2005 ed ha rappresentato l'Indonesia in occasione del concorso di bellezza internazionale Miss Universo 2006. È stata la seconda Miss Indonesia Universo a partecipare al concorso (preceduta da Artika Sari Devi) dopo un lungo periodo di assenza che durava dal 1996.
La sua partecipazione al concorso tuttavia è stato oggetto di controversie. Il 19 luglio 2006, la modella è stata infatti segnalato alla polizia dai sostenitori del Fronte Islamico (Front Pembela Islam) per la sua partecipazione al concorso. Chandrawinata è stata accusata di avere infranto il Codice della Legge 281, numero editto 02/U/1984 relativo alla condotta culturale e morale. La legge indonesiana infatti vieta qualsiasi tipo di coinvolgimento in concorsi di bellezza ritenendoli un'indecenza. Insieme a lei furono denunciate anche Artika Sari Devi e l'intera fondazione Miss Indonesia.
Sua madre è tedesca mentre suo padre è cinese-indonesiano. Nadine Chandrawinata ha due fratelli, i gemelli Marcel e Mischa, anche loro nel mondo dello spettacolo. Nadine Chandrawinata è alta un metro e settantacinque.
Dopo il concorso ha partecipato alla serie televisiva indonesiana Reality, Love, and Rock'N Roll, al fianco di Herjunot Ali e Agni Pratistha.